# TuS Hartenholm
Der TuS Hartenholm ist ein im Jahr 1913 gegründeter Sportverein aus Hartenholm. Die Erste Herren-Fußballmannschaft schaffte in der Saison 2011/12 den Aufstieg in die Schleswig-Holstein-Liga. Seit 1947 gibt es eine Fußballabteilung im Verein mit insgesamt drei Mannschaften. Über 60 Spieler spielen in der Schleswig-Holstein-Liga, der Kreisliga sowie der Kreisklasse B.

## Geschichte

### Anfangsjahre
Am 22. Dezember 1913 wurde der TuS Hartenholm durch den Schulamtskandidat Karl Rohde und einiger Bürger der Gemeinde gegründet. Die Hauptsportarten waren Turnen, Schlag- und Faustball. Während des Ersten und Zweiten Weltkrieges wurden die sportlichen Aktivitäten beim TuS eingestellt. Zwischen den Kriegen gab es sporadische Aktivitäten in Leichtathletik, Turnen, Faust-, Schlag- und Schleuderball. Im Jahr 1946 wurde der Sportbetrieb beim TuS wieder offiziell aufgenommen. Im Jahr 1947 war die Fußballsparte die erste, die vom TuS wieder offiziell aufgenommen wurde.

### 1950er bis 1970er
In der Saison 1949/50 nahm der TuS das erste Mal am offiziellen Spielbetrieb in der 1. Kreisklasse Segeberg teil. Am Ende landete man auf Platz 9. 1953/54 erfolgte der Abstieg in die 2. Kreisklasse. Während der 50er Jahre pendelte man häufig zwischen 1. Kreisklasse (Später Kreisliga Segeberg) und (2.)Kreisklasse.
1959/60 gelang dem TuS als Vizemeister der Kreisklasse A Segeberg, der Aufstieg in die Kreisliga Segeberg-Stormarn. Damit spielte man erstmals in der Vereinsgeschichte über die Kreisgrenzen hinaus. 1960/61 konnte das Finale im Kreispräsidentenpokal errungen werden, das allerdings mit 0:6 gegen den SV Wahlstedt verloren wurde. Im dritten Jahr in der Kreisliga erfolgte allerdings der Abstieg. Es sollten noch einige weitere Abstiege folgen, bis man sich 1966/67 in der letzten Liga (Kreisklasse C) wiederfand. In dieser Saison wurde der Sportplatz am Timm-Schott-Weg fertiggestellt und der der Aufstieg in die Kreisklasse B konnte gefeiert werden.
1970/71 glückte der Aufstieg in die Kreisklasse A Segeberg und auch das Finale im Kreispräsidentenpokal konnte erreicht werden, das allerdings mit 1:2 gegen den Leezener SC verloren wurde. Bedingt durch eine umfangreiche Ligenreform gelang in der Spielzeit 1973/74 der Aufstieg in die achtklassige Kreisliga Segeberg.

### 1980er und 1990er
1979/80 wurde durch das Erreichen des 2. Platzes in der Kreisliga Segeberg hinter SG Seth und einem Sieg im Relegationsspiel über SSC Hagen Ahrensburg (2:0) der Aufstieg in die Bezirksklasse Süd, Staffel Mitte geschafft. Ein Jahr später wurde die Zweite Mannschaft ins Leben gerufen. 1981/82 landete der TuS auf dem zweiten Tabellenplatz und hätte sich damit für die Aufstiegsrunde zur Bezirksliga Süd qualifiziert. Allerdings wurden den Hartenholmern durch das Einsetzen eines nichtspielberechtigten Spielers 6 Punkte abgezogen, wodurch sie nur noch fünfter waren. Zudem konnte erstmals der Landratspokal durch ein 3:2 über den TSV Nahe gewonnen werden. Zwei Jahre später konnte der Pokalsieg durch ein 3:1 über TuS Garbek erneut gefeiert werden, ehe in der Spielzeit 1986/87 der Abstieg in die Kreisliga Segeberg folgte. Zum 75-jährigen Jubiläum im Jahre 1988 kam der Hamburger SV zu einem Freundschaftsspiel nach Hartenholm, bei dem der TuS Hartenholm mit 2:17 unterlag.
In den 90er Jahren spielte der TuS zwischen Kreisliga und Kreisklasse A eine eher untergeordnete Rolle und an die Erfolge der 80er Jahre konnte nicht mehr angeknüpft werden. 1993 wurde die Hartenholmer Halle fertiggestellt und seitdem findet regelmäßig das große Hartenholmer Hallenturnier statt, das zusammen mit Leezen und Wahlstedt zu den absoluten regionalen Highlights in den Wintermonaten zählt. Nachdem Ende der 90er Jahre erneut eine Ligenreform eingeführt wurde, rutschte der TuS in die zehntklassige Kreisklasse B ab.

### 2000er
2000/01 wurde das Finale im Kreispräsidentenpokal mit 0:4 gegen den SV Schackendorf verloren, ehe dieser zwei Jahre später durch einen 6:4-Erfolg im Elfmeterschießen über TuS Tensfeld gewonnen werden konnte. 2006/07 gelang mit einer stark verjüngten Mannschaft der souveräne Aufstieg aus der Kreisklasse B und gleichzeitig der Kreispräsidentenpokalsieg (4:1 über TuS Tensfeld). Zudem konnte das eigene Hallenturnier zum ersten Mal gewonnen werden. Nur ein Jahr später gelang der Durchmarsch in der Kreisklasse A und der Kreisliga-Aufstieg konnte bereits Anfang März gefeiert werden. In dieser Spielzeit gastierte der VfB Lübeck als Regionalligist im Bezirkspokal in Hartenholm, das der Favorit deutlich mit 13:0 für sich entscheiden konnte. 2008/09 wurden die Hartenholmer in der siebtklassigen Kreisliga Segeberg hinter dem SC Kisdorf Vizemeister und verpassten den Aufstieg um nur einen Punkt.

### 2010er
2009/10 wurde der TuS konkurrenzlos Meister in der Kreisliga Segeberg und stieg in die Verbandsliga Südwest auf. Zudem erspielten sich die Hartenholmer in dieser Spielzeit den Beinamen "Hallenkönige", da alle drei großen Turniere (Hartenholm, Wahlstedt, Leezen) gewonnen werden konnten. Hinzu kam die denkbar knappe Niederlage im Finale der Hallenkreismeisterschaften (1:2) gegen Schleswig-Holstein-Ligist SV Henstedt-Ulzburg. 
Im Auftaktjahr der Verbandsliga konnten die Hartenholmer direkt Platz 3 für sich verbuchen, um nur ein Jahr später überraschend den Meistertitel zu feiern. Dabei wurden unter anderem der FC Itzehoe und PSV Union Neumünster hinter sich gelassen. 
2012/13 landete man in der Premierensaison auf Platz 15 der Schleswig-Holstein-Liga. Diese Endplatzierung genügte für den Klassenerhalt, da die Reserve vom VfB Lübeck (eigentlich Platz 12) automatisch einen Abstiegsplatz einnahm, um für die aus der Regionalliga absteigende Erste Mannschaft Platz zu machen und zudem der Meister SV Eichede durch Siege in der Relegation in die Regionalliga aufgestiegen ist. Die Zweite Herren konnte zudem den Aufstieg in die Kreisliga feiern. Außerdem wurde zum ersten Mal die Hallenkreismeisterschaft gewonnen.
Im Sommer 2013 kam der FC St. Pauli zum hundertjährigen Jubiläum nach Hartenholm. Das Spiel gewannen die Profis mit 9:0. Die Spielzeit 2013/14 verlief für den TuS zunächst alles andere als optimal. Doch mit einer beherzten Rückrunde konnte am Ende mit dem Erreichen des 13. Tabellenplatzes der Klassenerhalt gefeiert werden.
Die dritte SH-Liga Saison verlief in der Hinrunde hervorragend für den TuS und es konnte sich zum ersten Mal für das SHFV-Hallenmasters in Kiel qualifiziert werden. Nach einer sensationellen Mannschaftsleistung konnte das hochklassig besetzte Turnier sogar gewonnen werden und stellte den größten Erfolg der Vereinsgeschichte sicher. So konnten im Halbfinale die Profis von Holstein Kiel und im Finale der VfB Lübeck jeweils mit 2:1 geschlagen werden.
Im Jahre 2017 qualifizierten sich die Hartenholmer für die neu geschaffene Landesliga Holstein, wo sie am Ende der Saison 2017/18 als Vizemeister in der Relegation für die Oberliga am TSV Bordesholm (Vizemeister Schleswig) scheiterten.